# Lee Ashcroft
Lee Ashcroft, angleški nogometaš in trener, * 7. september 1972, Preston, Lancashire, Anglija, Združeno kraljestvo.
Ashcroft je nekdanji nogometni napadalec, ki je igral za večje število angleških klubov.